# هيكتور أوتشوا
هيكتور أوتشوا (بالإسبانية: Héctor Ochoa)‏ (5 يوليو 1942 ببوينس آيرس في الأرجنتين - 21 مايو 2020) هو لاعب كرة قدم أرجنتيني في مركز الهجوم، شارك في الألعاب الأولمبية الصيفية 1964. ولعب مع أتلتيكو أتلانتا وديبورتيفو إسبانول وديبورتيفو مورون ‏.

## وصلات خارجية
- هيكتور أوتشوا على موقع الاتحاد الدولي (مؤرشف)  (الإنجليزية)
- هيكتور أوتشوا على موقع قاعدة بيانات كرة القدم.إي يو (الإنجليزية)
- هيكتور أوتشوا على موقع عالم كرة القدم.نت (الإنجليزية)
- هيكتور أوتشوا على موقع أوليمبيديا (الإنجليزية)